# Deutsches Meisterschaftsrudern 2004
Das 115. Deutsche Meisterschaftsrudern wurde 2004 in Berlin ausgetragen. Wie im Vorjahr wurden in 24 Bootsklassen Medaillen vergeben, davon 14 bei den Männern und 10 bei den Frauen.

## Medaillengewinner

### Männer
| Bootsklasse                           | Gold | Silber | Bronze |
| ------------------------------------- | --- | --- | --- |
| Einer                                 | Falko Nolte (Potsdamer RG) | Max Schramm (RC Favorite Hammonia Hamburg) | Steffen Petz (Lingener RG von 1923) |
| Doppelzweier                          | Rgm. Heilbronner RG Schwaben / SC Berlin-Grünau Daniel Hausdörfer Benjamin Müller | Potsdamer RG Alexander Leow Lutz Menzel | Rgm. Pirnaer RV 1872 / Laubegaster RV Stefan Schulze Sven Wietstock |
| Zweier ohne Steuermann                | Rgm. RK am Wannsee Berlin / Hannoverscher RC von 1880 Tobias Kühne Jan Herzog | Rgm. Ulmer RC Donau / Würzburger RV Bayern Urs Käufer Florian Schercher | Rgm. RG Geesthacht / RG Hansa Hamburg Daniel Holert Timm Wöltjen |
| Zweier mit Steuermann                 | Rgm. RK am Wannsee Berlin / Hannoverscher RC von 1880 / Berliner Ruder-Club Tobias Kühne Jan Herzog Martin Sauer (Stm.) | Rgm. Berliner Ruder-Club / Potsdamer RG Thomas Köpke Patrick Scholz Axel Beutelmann (Stm.) | Rgm. Mainzer RG 1898 / Mannheimer RG Baden von 1880 Filip Adamski Ulli Frankenberger Frederik Böhm (Stm.) |
| Doppelvierer                          | Rgm. Hallesche Rvg. Böllberg-Nelson / Potsdamer RG / RC Nassovia Höchst / RG Wiking Berlin Stefan Massanz Karsten Brodowski Simon Gawlik Steffen Blättermann | Rvg. Ratzeburger RC / Berliner Ruder-Club / Mainzer RV von 1878 / RG Wiking Leipzig Nils Budde Nils Ipsen Matthias Schömann-Finck Jens Wittwer | Rgm. Lingener RG von 1923 / RC Favorite Hammonia Hamburg / Potsdamer RG Steffen Petz Max Schramm Jörg Schulze Bastian Seibt |
| Vierer ohne Steuermann                | Rgm. RV Emscher Wanne-Eickel-Herten / RV Münster von 1882 / RG Wertheim / Crefelder RC 1883 Sebastian Thormann Jochen Urban Philipp Stüer Bernd Heidicker | Rgm. RC Hamm von 1890 / Hallesche Rvg. Böllberg-Nelson Florian Eichner Falk Müller Jan Müller Steffen Seger | Rgm. RC Allemannia von 1866 Hamburg / RG Eberbach / Potsdamer RG Konstantin Drews Thomas Köpke Axel Mayer Jan Müggenburg |
| Vierer mit Steuermann                 | Rgm. ARV zu Leipzig / ORC Rostock von 1956 / RC Hansa Dortmund / Miltenberger RC von 1900 / Crefelder RC 1883 Arne Landgraf Matthias Flach Johannes Doberschütz Klaus Rogge Stefan Lier (Stm.) | Rgm. Rostocker RC von 1885 / Potsdamer RG / Kölner RV von 1877 / RRG Mülheim / Osnabrücker RV Philipp Hosch Steffen Möller Paul Schmitz Hanno Wienhausen Peter Puppe (Stm.) | Rgm. Hallesche Rvg. Böllberg-Nelson / Der Hamburger und Germania RC / Potsdamer RG / Berliner Ruder-Club Holger Brunzlaff Richard Nagel Alexander Sredzki Andreas Clausen Frederik Böhm (Stm.) |
| Achter                                | Rgm. RV Weser Hameln / RV Oberhausen / Dresdner RC 1902 / SV Oderhort / RC Tegel 1886 / RG Wiesbaden-Biebrich 1888 / RC Hansa Dortmund Sebastian Schulte Stephan Koltzk Jörg Dießner Thorsten Engelmann Jan-Martin Bröer Enrico Schnabel Ulf Siemes Michael Ruhe Peter Thiede (Stm.)                                              | Rgm. RV Emscher Wanne-Eickel-Herten / RV Münster von 1882 / RG Wertheim / Miltenberger RC von 1900 / ORC Rostock von 1956 / RC Hansa Dortmund / ARV zu Leipzig / RTHC Bayer Leverkusen Johannes Doberschütz Matthias Flach Gregor Hauffe Bernd Heidicker Arne Landgraf Klaus Rogge Philipp Stüer Sebastian Thormann Stefan Lier (Stm.) | Rgm. RC Undine Radolfzell / Osnabrücker RV / Dresdner RV / Crefelder RC 1883 / RK am Wannsee Berlin / Hallesche Rvg. Böllberg-Nelson / Mainzer RV von 1878 / Berliner Ruder-Club Philipp Naruhn Andreas Penkner Sebastian-Mathias Schmidt Timm Baur André Slavik Jan Tebrügge Daniel Tusch Jochen Urban Martin Sauer (Stm.)             |
| Leichtgewichts-Einer                  | Eric Knittel (Berliner Ruder-Club) | Michael Wieler (Gießener RG 1877) | Bastian Seibt (Der Hamburger und Germania RC) |
| Leichtgewichts-Doppelzweier           | Osnabrücker RV Felix Övermann Andreas Tönnies | Rgm. Osnabrücker RV / Koblenzer RC Rhenania Matthias Bergmann David Klein | Rgm. RK Normannia Braunschweig / Wolfsburger RC Axel Eghtessad Gerrit Wemme |
| Leichtgewichts-Zweier ohne Steuermann | Rgm. RC Allemannia von 1866 Hamburg / Ratzeburger RC Joachim Drews Jörg Lehnigk | Rgm. Weisenauer RV 1913 / Mannheimer RC von 1875 Matthias Veit Björn Steinfurth | RG Wiking Berlin Carsten Borchardt Martin Hasse |
| Leichtgewichts-Doppelvierer           | Rgm. Mainzer RV von 1878 / Berliner Ruder-Club / RG Wiking Leipzig / Ratzeburger RC Nils Budde Matthias Schömann-Finck Nils Ipsen Jens Wittwer | Rgm. Berliner Ruder-Club / Würzburger RV Bayern / RC Havel Brandenburg / Der Hamburger und Germania RC Olaf Beckmann Karim Djamshidi Peter Krüger Stephan Schad | Rgm. Deutscher Ruder-Club von 1884 / Hannoverscher RC von 1880 Tobias Ahl Jan-Michael Müller Christoph Scheuermann Kai Seitz |
| Leichtgewichts-Vierer ohne Steuermann | Rgm. RV Bochum von 1920 / RTHC Bayer Leverkusen / RC Tegel 1886 Martin Müller-Falcke Axel Schuster Stefan Locher Andreas Bech | Rgm. Osnabrücker RV / RC Germania Düsseldorf / Der Hamburger und Germania RC Lutz Ackermann Joel El-Qalqili Felix Otto Ole Rückbrodt | Rgm. Neusser RV / Duisburger RV / Koblenzer RC Rhenania / Mainzer RV von 1878 Jan Goetz Johannes Knaub Manuel Ludwig-Dehm Daniel Stein |
| Leichtgewichts-Achter                 | Rgm. Limburger CfW / RG Hansa Hamburg / Deutscher Ruder-Club von 1884 / RC Allemannia von 1866 Hamburg / Neusser RV / WSV Honnef / Essen-Werdener RC / RG Wiking Berlin Frank Mager Martin Fauck Birger Arne Schmidt Alexander Bernhardt Christian Gerlach Thorsten Schmidt Christian Dahlke Markus Heidenreich Olaf Kaska (Stm.) | Rgm. Osnabrücker RV / RC Germania Düsseldorf / Der Hamburger und Germania RC / Potsdamer RC Germania / ETuF Essen / RG Treis-Karden 1969 / Allg. Alster-Club Hamburg Sebastian Husemann Jost Schömann-Finck Ralf Balthasar Stefan Mlecko Joel El-Qalqili Ole Rückbrodt Felix Otto Lutz Ackermann Arman Lahouti (Stm.)                  | Rgm. RG Wiking Berlin / Mannheimer RC von 1875 / Weisenauer RV 1913 / Ludwigshafener RV von 1878 / RC Allemannia von 1866 Hamburg / Ratzeburger RC / Frankfurter RG Germania / Mainzer RV von 1878 Carsten Borchardt Joachim Drews Martin Hasse Jochen Kühner Jörg Lehnigk Manuel Nollen Björn Steinfurth Matthias Veit Udo Kühn (Stm.) |

### Frauen
| Bootsklasse                           | Gold | Silber | Bronze |
| ------------------------------------- | --- | --- | --- |
| Einer                                 | Katrin Rutschow-Stomporowski (RK am Wannsee Berlin) | Magdalena Schmude (Frauen-RC Wannsee Berlin) | Julia Heitmann (RC Bergedorf) |
| Doppelzweier                          | Rgm. Potsdamer RG / Ratzeburger RC Kathrin Boron Meike Evers | Rgm. Dresdner RC 1902 / RV Hellas-Titania Berlin Peggy Waleska Britta Oppelt | Rgm. Potsdamer RG / RC Magdeburg Kerstin Kowalski Manuela Lutze                                                                                                 |
| Zweier ohne Steuerfrau                | Rgm. RG Hansa Hamburg / RV Leer von 1903 Christina Gerking Johanna Rönfeldt | RK Normannia Braunschweig Marjam Eghtessad Kathrien Inderwisch | Rgm. RC Hamm von 1890 / Lauinger RuSC Donau Sarah Pollmann Ulrike Stadlmayr                                                                                     |
| Doppelvierer                          | Rgm. Dresdner RC 1902 / RV Hellas-Titania Berlin / RC Magdeburg / Ratzeburger RC Peggy Waleska Britta Oppelt Manuela Lutze Meike Evers | Rgm. Potsdamer RG / Ratzeburger RC Kathrin Boron Kerstin Kowalski Christiane Huth Marita Scholz | Rgm. Dresdner RV / RG Wiking Leipzig / Frauen-RC Wannsee Berlin / RV Berlin von 1878 Anne-Katrin Kochan Samila Kreutzjans Magdalena Schmude Annekatrin Thiele   |
| Vierer ohne Steuerfrau                | Rgm. RV Saarbrücken / ARC Würzburg / GTRV Neuwied 1882 / Stuttgarter RG von 1899 Elisabeth Drenckhahn Annika Lausch Nora Wehrhahn Nina Wengert | Rgm. Bremer RV von 1882 / Dresdner RC 1902 / ORC Rostock von 1956 Ariane Sennewald Christina Mahler Louise Fleischhauer Marlene Sinnig | Rgm. Frauen-RV Freiweg Frankfurt / RV Kurhessen-Cassel / RC Hamm von 1890 / Lauinger RuSC Donau Bettina McIntyre Sarah Pollmann Ulrike Stadlmayr Manuela Zander |
| Achter                                | Rgm. RV Saarbrücken / Stuttgarter RG von 1899 / Bremer RV von 1882 / ARC Würzburg / GTRV Neuwied / ORC Rostock von 1956 / Dresdner RC 1902 Elisabeth Drenckhahn Louise Fleischhauer Annika Lausch Nina Wengert Nora Wehrhahn Marlene Sinnig Ariane Sennewald Christina Mahler Anne-Christine Paul (Stf.) | Rgm. RC Hamm von 1890 / Lauinger RuSC Donau / Bremer RC Hansa / RV Münster von 1882 / Kettwiger RG von 1906 / RV Kurhessen-Cassel / Oldenburger RV / Osnabrücker RV / RG Hansa Hamburg Katharina Hirsche Juliane Möcklinghoff Nora Oelbermann Sarah Pollmann Ulrike Stadlmayr Christiane Will Manuela Zander Cora Zillich Peter Puppe (Stm.) | Keine weiteren Boote am Start. |
| Leichtgewichts-Einer                  | Nina Gäßler (RV Saarbrücken) | Sandy Buch (Dresdner RC 1902) | Sonja König (RTHC Bayer Leverkusen) |
| Leichtgewichts-Doppelzweier           | Rgm. Dresdner RV / ORC Rostock von 1956 Claudia Blasberg Marie-Louise Dräger | Rgm. Potsdamer RG / RV Saarbrücken Nina Gäßler Daniela Reimer | Keine weiteren Boote am Start. |
| Leichtgewichts-Zweier ohne Steuerfrau | Rgm. RG Hansa Hamburg / Kölner RV von 1877 Wiebke Gebauer Linda Schlemmer | Rgm. Koblenzer RC Rhenania / RV Weser Hameln Petra Lücke Anne-Katrin Menke | Keine weiteren Boote am Start. |
| Leichtgewichts-Doppelvierer           | Rgm. Heidelberger RK 1872 / Würzburger RV Bayern / ARC Würzburg / RV Saarbrücken Laura Tesch Claudia Schad Nina Gäßler Katharina Fricke | Rgm. RK am Wannsee Berlin / Dresdner RC 1902 / Rendsburger RV Sandy Buch Mathilde Pauls Nicola Petri Janet Radünzel | Rgm. RG Hansa Hamburg / Vegesacker RV / Kölner RV von 1877 / RTHC Bayer Leverkusen Linda Schlemmer Wiebke Gebauer Sonja König Andrea Dymalski                   |